# 原始星
原始星（げんしせい）(protostar) とは、生まれたばかりの星のことで、分子雲の中でもガスの密度の高い分子雲コアが自己重力で収縮しはじめ、質量が一定のまま半径が収縮するTタウリ型星やハービッグAe/Be型星になる前の状態までを指す。

## 進化
分子雲コアの中心密度が5×1010cm-3になると、「原始星コア」と呼ばれるほぼ力学的に平衡状態のガス球ができる。水素分子を主成分とするこの天体を「第1のコア (first core) 」と呼ぶ。第1のコアの中心部分の密度増加と温度上昇は引き続き進行し、やがて温度が2000 K程度になると水素分子が解離することによって圧力が下がるため再び急激な重力収縮を始める。水素が完全電離状態となり、再度平衡状態の「第2のコア (second core) 」が生まれる。観測的に通常議論される原始星に対応する天体はこの第2のコアのことである。
原始星には周囲からさらにガスが集積してくるため、降着円盤が形成される。原始星に取り込まれきれなかったガスは、円盤に垂直な方向へ宇宙ジェットとして放出される。ハービッグ・ハロー天体は、この宇宙ジェットが周囲の星間物質と衝突し可視光で観測されるものである。
原始星には周囲のガスが超音速で落下していき衝撃波面が形成されている。その面で落下物質の運動エネルギーが解放され熱に変わっている。そのため原始星は主系列星よりも明るく輝いているが、まだ周囲を濃いガスとダストに覆われているため可視光では観測できず、主に赤外線や電波で観測される。
質量の増加が止まった後、原始星は自己の重力でゆっくりと収縮していき、その際の重力エネルギーの解放で徐々に中心核の温度を上げていく。原始星の星周物質が散逸すると可視光でも観測可能になり、Tタウリ型星やハービッグAe/Be型星として観測されるようになる。やがて中心温度が1500万 Kまで上がると水素核融合が始まり、主系列星となる。